# This Way Out (film 1924)
This Way Out è un cortometraggio muto del 1924  prodotto e diretto da Eddie Lyons che appare anche tra gli interpreti del film.

## Produzione
Il film fu prodotto dalla Eddie Lyons Comedies (come Mirthquake Comedies).

## Distribuzione
Distribuito dall'Arrow Film Corporation, il film - un cortometraggio di due bobine - uscì nelle sale cinematografiche USA il 15 gennaio 1924.